# George Oelkers
George Henry Oelkers (Winnipeg, 7 giugno 1928 – 16 gennaio 2018) è stato un cestista canadese.

## Carriera
Con il Canada ha disputato i Campionati del mondo del 1954, dove ha segnato 52 punti in 8 partite.
È stato introdotto nel 1993 con i Winnipeg Paulins del 1954 nella Manitoba Sports Hall of Fame.